# Henning Tewes
Henning Tewes (* 25. Februar 1972 in Mülheim an der Ruhr) ist ein deutscher ehemaliger Hockeyspieler. Mit Uhlenhorst Mülheim gewann er im Feldhockey die Deutsche Meisterschaft und den Europapokal der Landesmeister 1991. Als Spieler der deutschen Feldhockey-Nationalmannschaft in verschiedenen Junioren-Altersklassen wurde er 1993 Junioren-Weltmeister. Heute ist er als Medienmanager tätig. Er hat einige Jahre bei der der RTL Group gearbeitet, unter anderem 2021 und 2022 als Geschäftsführer von RTL Television. Seit Anfang 2025 ist er CEO der Antenna Group.

## Sportliche Karriere
Tewes spielte über 100 Länderspiele für die deutschen U16-, U18- und U21-Feldhockey-Nationalmannschaften. Zu seinen größten Erfolgen zählen der Gewinn der Deutschen Meisterschaft der Feldhockey-Bundesliga und des Europapokals der Landesmeister 1991 im Feldhockey mit Uhlenhorst Mülheim. Während seiner Studienzeit in England spielte er in der Hallenhockey-Liga für St. Albans Hockey Club und gewann dort 1992 die englische Meisterschaft. Für die University of Oxford spielte er zweimal im sogenannten Varsity Match gegen die University of Cambridge.

## Berufliche Karriere
Vor seinem Einstieg in die Medienbranche war Tewes von 1998 bis 2004 für die Konrad-Adenauer-Stiftung tätig. Als Leiter des Auslandsbüros in Warschau setzte er sich mit Themen der europäischen Integration auseinander und förderte die bilateralen Beziehungen zwischen Deutschland und Polen.
Tewes begann 2005 seine Arbeit im Medienbereich in der Strategieabteilung der RTL Group in Luxemburg und war an Projekten zur Internationalisierung beteiligt. Ende 2008 wechselte Henning Tewes in die Geschäftsführung des griechischen Senders Alpha TV. Anfangs verantwortlich für Finanzen und Programm, konzentrierte er sich ab 2009 auf die inhaltliche Neuausrichtung.
Von 2012 bis 2014 war Tewes Geschäftsführer von ENEX (European News Exchange) in Luxemburg. Während seiner Zeit erweiterte sich das Netzwerk von 34 auf über 50 Mitglieder, und ENEX entwickelte sich zu einem führenden Anbieter von Nachrichteninhalten.
Von 2014 bis 2019 leitete er die RTL-Sendergruppe in Kroatien und führte sie nach einer Verlustphase zurück in die Gewinnzone. Ab 2019 war er in Deutschland tätig und leitete als Chief Content Officer unter anderem die Sender RTL Television und VOX sowie die Streamingplattform RTL+. Während dieser Zeit führte er das Nachrichtenformat RTL Direkt ein und überarbeitete die Castingshow Deutschland sucht den Superstar. 2021 und 2022 war Tewes Geschäftsführer von RTL Television und verantwortete in dieser Position das TV-Geschäft aller Sender außer n-tv.
Seit Anfang 2025 ist Tewes CEO der Antenna Group, einem internationalen Medienunternehmen mit Sitz in Athen und London sowie Büros in Warschau, Bukarest und Budapest. Die Antenna Group ist in den Bereichen Fernsehen, Streaming, Kino, Musik und Radio tätig und erreicht ein Publikum in zwölf europäischen Ländern. Unter seiner Leitung wird eine verstärkte Ausrichtung auf digitale Inhalte und internationale Expansion erwartet.
Im Jahr 2024 gründete Tewes gemeinsam mit seiner Ehefrau Kinga die Aureum Education Holding, die in Fort- und Weiterbildungsinstitute investiert. Kinga Tewes führt die Geschäfte.

## Wissenschaftliche Publikationen
Tewes hat mehrere wissenschaftliche Arbeiten veröffentlicht, die sich mit deutscher Außenpolitik und internationalen Beziehungen befassen. Sein Buch Germany, Civilian Power and the New Europe analysiert die deutsche Außenpolitik im Kontext der NATO- und EU-Erweiterung. Zudem schrieb er Artikel über das Konzept der „Zivilmacht“ in den internationalen Beziehungen.

## Privatleben
Tewes ist verheiratet und hat drei Kinder.